# Бабалушка
Бабалушка (лат. Sternbergia colchiciflora) је врста која припада фамилији Amaryllidaceae. Распрострањена је на територији јужне Европе, док границе на истоку представљају територије Украјине и југозападне Азије. S. colchichiflora i S. lutea прeдстављају једина две врсте из рода Sternbergia које расту на простору Европе.
На територији Републике Србије је проглашена заштићеном врстом Правилником о проглашењу и заштити строго заштићених и заштићених дивљих врста биљака, животиња и гљива.

## Опис врсте
Бабалушка је вишегодишња ниска биљка. Поседује  луковицу, обавијену црвенкастомрким или тамномрким сувим оматачем. Листови (2,3) су узано линeaрни, усправни, на врху шиљати, при основи обавијени саром. Пoјављују се заједно са плодом у пролеће. Цветна стабљика је кратка, на врху се наалази један цвет жуте боје. Перигон се састоји од три спољашња режња зашиљена на врху и три унутрашња овална режња. Приперак је опнаст и достиже до половине перигона. Плод је лоптаста чахура, најчешће жуте боје. Плод сазрева у периоду фебруар-април. У плоду се налазе семена са белим меснатим додатком.Врста цвета током септембра и октобра.

## Распрострањење у Републици Србији
Бабалушка је степски реликт и расте у сувим ливадама, у заједницама степске вегетације. У Србији је распрострањена на територији Београда (Кошутњак и Вишњичка коса), Чемерна, Фрушке Горе, Тителског брега, Аде, Бечеја,  Ниша и Суве планина.